# Luteuthis shuishi
Luteuthis shuishi is een inktvissensoort uit de familie van de Opisthoteuthidae. De wetenschappelijke naam van de soort werd voor het eerst geldig gepubliceerd in 2002 door O'Shea en Lu.